# Видеостена

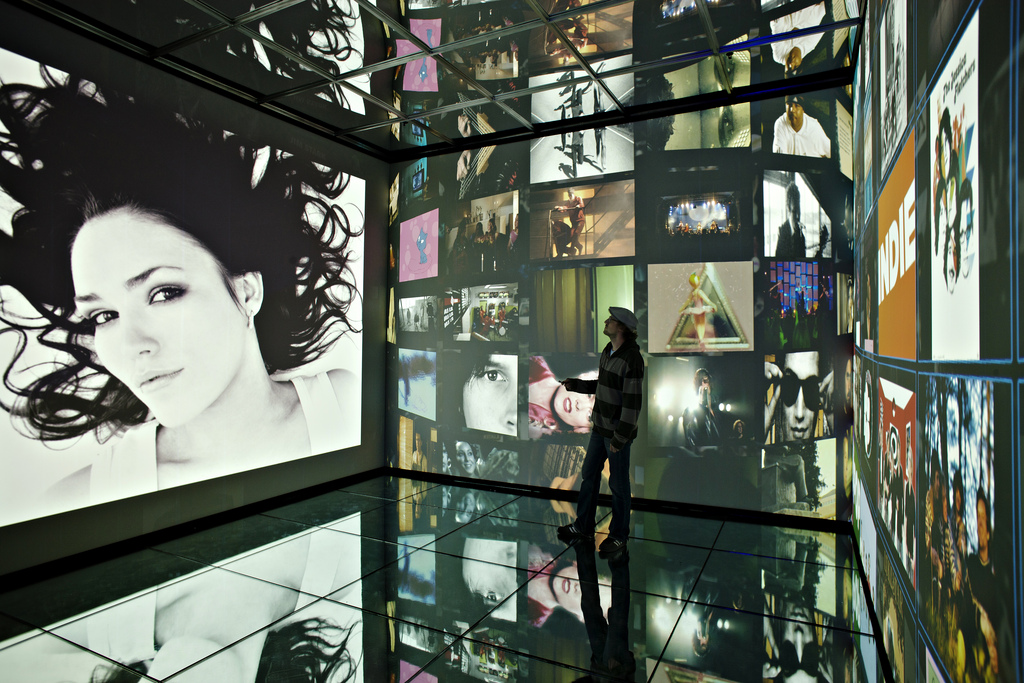

Видеостена (англ. Video wall) — система видеоотображающих устройств (проекционные видеокубы, плазменные или ЖК-дисплеи), которые объединены между собой и формируют единый экран, позволяющий воспроизводить в многооконном режиме большие объёмы информации из разных источников. Большое количество источников видеосигнала очень важно при использовании системы для оперативного принятия решений. Для сравнения — традиционный проектор может использовать, максимум, три источника.
Благодаря модульному принципу, можно создавать видеостены любых размеров, существуют экраны размером свыше ста квадратных метров. Единственным условием является кратность размеру видео модулей, из которых собрана видеостена.
Корпусные зазоры (окантовка) составляющих модулей, при просмотре, будут искажать изображение, поэтому немаловажным фактором при создании видеостен является бесшовность. Кроме того небольшие швы особенно важны для отображения картографии (объекты, попадающие на стыки экранов, не должны теряться). Современные проекционные модули после установки позволяют оставлять практически незаметный шов менее 1 мм.
В случае, если размеры помещения не позволяют использовать проекционные кубы, для установки видеостены могут также применяться ЖК-дисплеи.

## Устройство видеостены

### Мониторы для видеостен
Наиболее распространенный тип видеостен использует в качестве модулей LCD-мониторы. В видеостенах используются специальные мониторы с тонкой рамкой (narrow bezel), позволяющие делать изображение визуально практически однородным. Плазменные экраны в настоящее время в видеостенах практически не используются.
Мониторы для видеостен, как правило, имеют встроенный модуль управления изображением, который позволяют программировать изображение на мониторе для работы в режиме видеостены. Видеосигнал от внешнего источника подается на один монитор, который соединен со всеми остальными кабелями. Каждый монитор программируется на показ определённого сегмента изображения, которое в сумме дает целостную картинку.

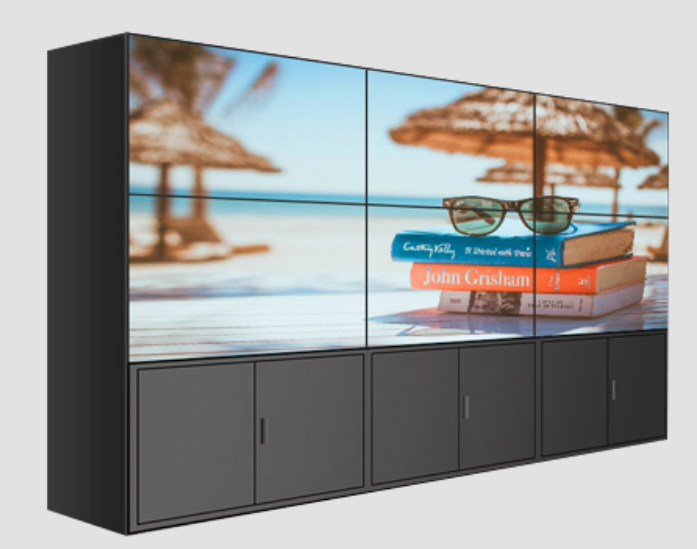
Закрытая рама - каркас для установки мониторов видеостены и размещения различного оборудования в ситуационном центре.

### Каркас для видеостен
Каркас предназначен для крепления на нём мониторов, и как правило, изготавливается отдельно. Некоторые модели мониторов для видеостен имеют встроенные крепления, позволяющие легко соединять мониторы друг с другом в видеостену для напольной установки без дополнительного каркаса. Сам каркас является несущей конструкцией и крепится на пол, стену или потолок. На рынке представлена обширная линейка креплений видеостен, но среди отдельно стоящих или конструкций с фиксацией к стене имеется модульное решение с закрытой рамой. В таком шкафу, применяемом в ситуационных центрах или диспетчерских, выделено место для мониторов видеостены, а также есть секции для силового, телекоммуникационного и распределительного оборудования.    

### Видеокубы
Видеокуб (проекционный модуль) — главная составная часть видеостены. Видеокуб представляет собой модуль видеосистемы обратной проекции, который оснащен усилительным экраном. Основным показателем возможностей видеокуба является «информационная ёмкость» (разрешение), определяющая способность отображать разные объёмы визуальной информации. Информационная ёмкость видеостен определяется количеством и разрешением проекционных модулей — видеокубов, из которых она состоит. Кубы могут иметь разное базовое разрешение: XGA (1024х768) или SXGA (1280×1024), SXGA+ (1400×1050) или UXGA (1600×1200). Система, построенная из нескольких модулей (n модулей по горизонтали и m модулей по вертикали), имеет суммарное разрешение больше чем у базового куба в n и m раз соответственно. Яркость и контрастность изображения кубов практически не зависит от внешней освещенности, а модульный принцип построения позволяет создать оптимальную конфигурацию для каждого конкретного помещения. Видеостены всегда оснащены кабельными трассами для безопасной и удобной эксплуатации. Важным преимуществом видеостены является возможность фронтального доступа, это позволяет обслуживать и заменять любой монитор без демонтажа остальных.

### Контроллеры
С помощью специализированных управляющих контроллеров на видеостене могут выводиться различные сценарии отображения информации (миграция изображения по экрану, «картинка в картинке» и т. д.) от источников видеосигнала: персональных компьютеров, видеомагнитофонов, камер видеонаблюдения, вещательных каналов СМИ, по каналам видеоконференц-связи и т. д.
Контроллеры для видеостен могут быть программными и аппаратными.

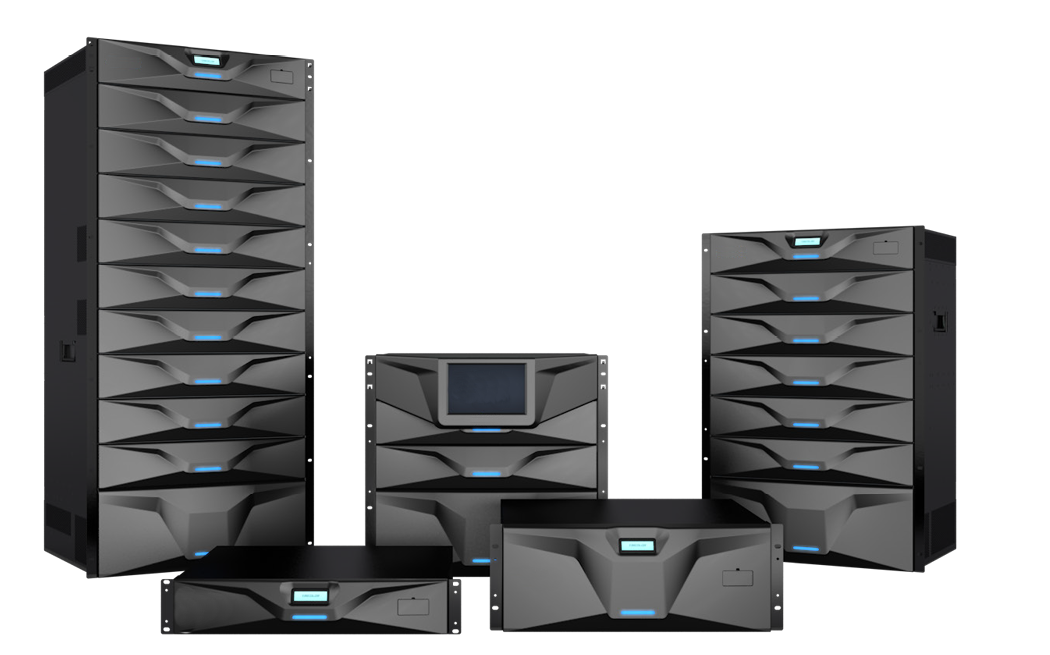
Контроллер видеостены с разрешением 4K60 (3820x2160@60Hz) для проектов с высокой детализацией изображений на видеостенах

Программный контроллер представляет собой промышленный компьютер под управлением ОС Windows или Linux. Преимуществом программных контроллеров является возможность вывода широкоформатных материалов в разрешении, совпадающим c разрешением видеостены. Помимо этого, данные для визуализации на программном контроллере могут поступать от других источников информации как через аналоговые входные порты, так и через цифровые. Внешние источники отображаются в индивидуальных окнах, которые могут свободно масштабироваться и свободно позиционироваться в пределах полиэкрана видеостены.
В аппаратных контроллерах изображение формируется с помощью набора специализированных микропроцессоров. Запускать прикладные программы на таком контроллере невозможно, и основной его функцией является задача визуализации информации от разнообразных внешних источников, подключенных к его входным портам. Внешние источники также отображаются в индивидуальных окнах, которые могут свободно масштабироваться и свободно позиционироваться в пределах полиэкрана видеостены. Такие контроллеры обладают высоким уровнем защиты информации и более устойчивы к сбоям.
Новейшее поколение контроллеров видеостены поддерживают не только интерфейсы HDMI 2.0, Dual Link DVI-D, Display Port и HDBaseT, но и ультра-высокое разрешение 4K60 (3840x2160@60Hz) для источников входного сигнала и для панелей, обеспечивающих такое разрешение. Отображение с 4K60 разрешением востребовано уже сегодня в медицине, для вывода с томографов и операционных сканеров.  

## Сфера применения

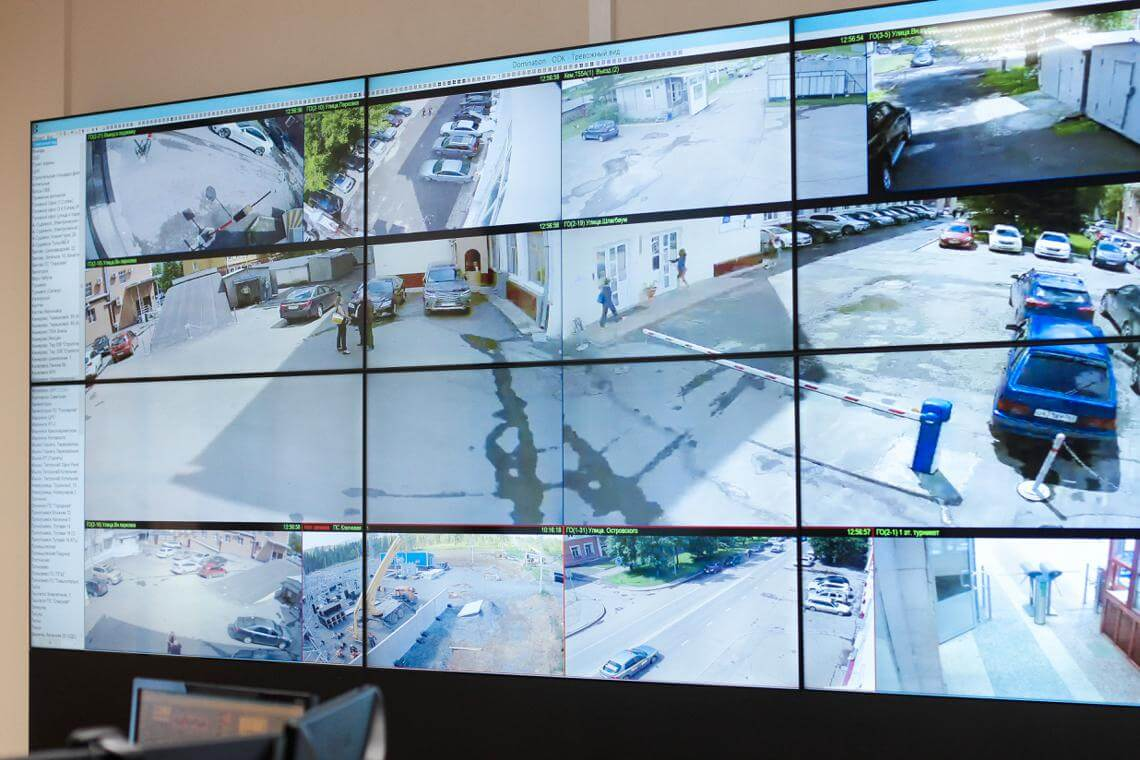
Видеостена CleverMic в действующем мониторинговом центре

Видеостены относятся к Digital Signage и часто применяются в образовательных целях, на выставках, в торговых центрах, на концертных площадках, а также в рекламе (Digital Indoor).
Также на объектах, где требуется постоянный контроль, мониторинг и оперативный анализ больших объёмов графической, текстовой и видеоинформации, в антикризисных и ситуационных центрах, диспетчерских залах промышленных предприятий, на финансовых биржах, в конференц-залах корпоративных и государственных организаций. 